# TVM+
TVM+ est une chaîne de télévision maltaise, du groupe public Public Broadcasting Services.

## Histoire
La chaîne est lancée à l'origine sous le nom d'Education 22, un service de télévision éducative géré par le ministère de l'Éducation, de l'Emploi et de la Famille du gouvernement maltais. En mars 2012, la responsabilité de la chaîne est transférée du ministère au radiodiffuseur national, Public Broadcasting Services, et la chaîne commence à émettre en tant que TVM2 le 8 mars 2012.
À la suite d'une restructuration des opérations au sein de PBS, depuis octobre 2021, le réseau diffuse sous le nom de TVMNews+. Après que TVMNews+ ait été critiquée en raison de son nom, la chaîne a été rebaptisée TVM+ en septembre 2024.

## Programme
(octobre 2021).
TVM2 diffuse principalement des programmes éducatifs et culturels, y compris des programmes d'apprentissage en direct sur l'histoire et la culture maltaises ainsi que la couverture de l'actualité. Il diffuse également un journal télévisé tous les soirs en langue des signes maltaise pour les personnes sourdes ou malentendantes.

## Source de la traduction
- (en) Cet article est partiellement ou en totalité issu de l’article de Wikipédia en anglais intitulé « TVM2 » (voir la liste des auteurs).